# Višķi
Višķi (API : /ˈvɨʂkʲɪ/, en polonais : Wyszki — Vychki, en russe : Вышки — Vychki) est un village situé dans le pagasts (paroisse) de Višķi, municipalité de Daugavpils, Lettonie à une trentaine de kilomètres au nord de Daugavpils.

## Histoire
Višķi, selon les archives, aurait été créé au XVIIe siècle dans la Russie tsariste. La tsarine, Catherine Ire de Russie, née Maria Skavronskaïa, épouse de Pierre le Grand, fondateur de Saint-Pétersbourg est née à Višķi (alors en Livonie).
Au XIXe siècle Višķi était considéré comme une bourgade qui en 1914 comptait 1200 habitants. En 1925, on lui a attribué le statut de localité d'habitation dense (en letton: biezi apdzīvota vieta) selon les critères d'appellation d'avant guerre en Lettonie - la catégorie qui à partir de 1936 était officiellement renommé en village.
La communauté juive s'est établie à Višķi à la fin du XVIIIe siècle ou début du XIXe et jusque dans les années 1930 les Juifs y étaient majoritaires. Ils exerçaient des métiers d'artisans ou de marchands. Par leur force ils ont établi une série d'organisations communales importantes comme le Bikkur Holim, Mikve etc.
Depuis la seconde moitie du XIXe siècle jusqu'à l'extinction du shtetl en 1941 les Rabbins de la famille Platzinski ont exercé l'autorité rabbinique.
Au début de la première guerre mondiale une partie des juifs ont abandonné leurs maisons et sont partis en Russie.
Sur les 58 magasins de Višķi 50 appartenaient aux juifs dans les années 1930 ainsi que 78 des 158 auberges.
Pendant la période soviétique les magasins ont été nationalisés et la vie sociale juive n'avait plus la même ferveur.
En juin 1941 Višķi est prise par l'armée allemande. Tous les juifs entre 1941 et 1942 ont été assassinés par les « Einsatzgruppen », soit dans le shtetl, soit dans le ghetto de Daugavpils, soit dans la forêt de Poguļanka. Environ 350 juifs recensés.
Il ne reste plus aucun juif a Višķi. La synagogue a été détruite, en revanche le cimetière juif est intact et un travail de restauration devrait être entrepris.
La première église catholique de Višķi construite en bois en 1621 fut déplacée en 1715 de l'autre côté du lac Višķu ezers. L'actuelle église catholique de Jean le Baptiste de Višķi appartient au diocèse de Rēzekne-Aglona faisant partie de la Province ecclésiastique de Riga. L'édifice est construit comme une église à plan basilical. La première pierre a été posée en 1908 et la construction s'est poursuivie jusqu'en 1930 sur un projet de l'architecte Kārlis Eduards Strandmanis. En 1935, une cloche de 673 kg fut installée, puis, l'année suivante un orgue. Le toit et l'intérieur de l'église furent détruits par la foudre le 27 juin 1939. Une aide financière de 4500Ls fut accordée à la commune par Kārlis Ulmanis afin de mener les travaux de rénovation. En 1980, la chapelle consacrée à la Sainte Vierge fut intégrée au bâtiment principal. L'église est aujourd'hui classée monument d'architecture national.